# JTRE
JTRE (J&T Real Estate) är en europeisk fastighetsutvecklare baserad i Bratislava, Slovakien.

## Historia
JTRE (J&T Real Estate) grundades 1996 i Bratislava, Slovakien som J&T Global av Slovakiska affärsman Peter Korbačka som en del av J&T Finance Group.  
Med tiden förvärvade JTRE många högprofilerade markpartier i Bratislava och Prag och företaget tog examen till att utveckla hela stadsområden, som den nya downtown of Bratislava märkt som Eurovea City.  
Under 2006 bytte bolaget sitt namn till den nuvarande J&T Real Estate och två år senare etablerades JTRE Holding som delades upp från J&T Finance Group.
År 2018 gick företaget på den brittiska fastighetsmarknaden genom att förvärva ett projekt i South Bank området i London. Projektet utvecklas som Tryptich Bankside på grund av att vara klar år 2022. Under 2019 förvärvade J&T Real Estate den London-baserade fastighetsutvecklaren Sons&Co London Limited och förvandlade det till JTRE London Limited.